# Vincent Sherman
Vincent Sherman, född 16 juli 1906 som Abraham Orovitz i Vienna, Georgia, död 18 juni 2006 i Woodland Hills, Los Angeles, Kalifornien, var en amerikansk regissör.

## Filmografi i urval

### Regi
- 1941 – Gangsterrazzia
- 1943 – Karriär på Broadway
- 1943 – Väninnor
- 1944 – En kvinnas väg
- 1947 – Kvinnan utanför
- 1947 – Otrogen
- 1948 – Don Juans äventyr
- 1949 – Mannen från Skottland
- 1950 – Rovspindeln
- 1950 – Sista lögnen
- 1952 – Trinidad
- 1959 – De samvetslösa
- 1961 – Hårda bud i Arizona